# Lullehovssundet

Lullehovssundet är ett sund i Mälaren. Sundet ligger mellan Färingsön och Lindö, Ekerö kommun. Över sundet spänner Lullehovsbron. 
Lullehovsundet har sitt namn efter bebyggelsen Lullehov som ligger strax intill på Lindö.  Sundet är drygt 200 meter bred och vattendjupet ligger på cirka sju meter mitt i sundet. I sundets södra del återfinns den lilla ön Kaninholmen.  Sydväst om Lullehovssundet ansluter fjärden Långtarmen och mot nordost övergår sundet i Mörbyfjärden respektive Malmvikssjön. Nuvarande Lullehovsbron öppnades för trafik 1980 och leder Färentunavägen över sundet.